# Alexander Wilson (ornitolog)

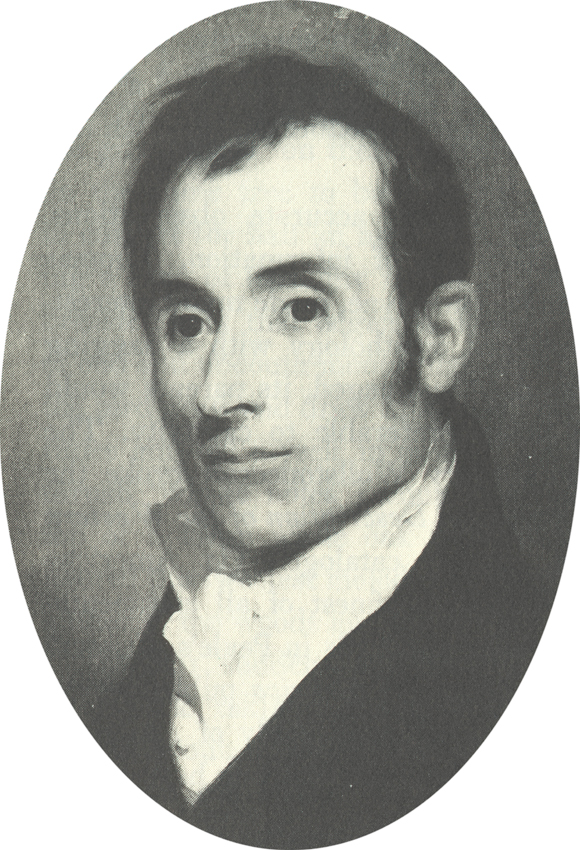
Alexander Wilson.

Alexander Wilson, född 6 juli 1766 i Paisley, död 23 augusti 1813 i Philadelphia, var en skotsk-amerikansk ornitolog och naturskildrare.
Wilson växte upp på landsbygden och blev vävargesäll, men skrev samtidigt dikter. Han blev en förfaren jägare och iakttog noggrant naturföreteelserna. Som kringvandrande krämare sålde han därefter sina egna poem, men arresterades för en smädevisa och utbytte 1794 fosterjorden mot Amerika. Där blev han efter några år skollärare i Pennsylvania och förvärvade sig under sina strövtåg grundlig kännedom om Nordamerikas fågelvärld, över denna utarbetade han ett synnerligen framstående arbete, American Ornithotogy (9 band, 1808–1814), av honom själv försett med trogna avbildningar. Arbetet står mycket högt i levande skildringsförmåga. Det fortsattes av Charles Lucien Bonaparte (4 band, 1825–1833). Bland Wilsons dikter blev Watty and Meg (1792) mycket omtyckt och troddes vara av Burns. Wilsons staty restes 1874 i hans födelsestad och samma år utgavs hans samlade arbeten.
Wilson är begravd i Gloria Dei (Old Swedes') church i Philadelphia.